# سفين نيلسون
سفين نيلسون (بالسويدية: Sven Nilsson)‏ (15 يونيو 1909 بالسويد - 1 يناير 1983) هو مدرب كرة قدم ولاعب كرة قدم سويدي في مركز الدفاع. شارك مع منتخب السويد لكرة القدم. أما مع النوادي، فقد لعب مع نادي مالمو.

## وصلات خارجية
- سفين نيلسون على موقع قاعدة بيانات كرة القدم.إي يو (الإنجليزية)